# Ледена пързалка „Славия“
Ледена пързалка „Славия“ е закрита пързалка за зимни спортове в София, България. Разполага с 2000 места и се използва както от състезатели, така и от любители. В изградения комплекс освен зимни спортове могат да се практикуват и бойни спортове, аеробни занимания и разполага с парти център и търговска част.
Изградена е в средата на 70-те години на 20 век и работи по 10 месеца в годината.